# Alberto Fernández Blanco
Alberto Fernández Blanco (Cuena, Cantàbria, 15 de gener de 1955 - 14 de desembre de 1984) va ser un ciclista espanyol que fou professional entre 1978 i 1984, durant els quals aconseguí 30 victòries. Era anomenat El Galleta.

## Biografia
Com a ciclista amateur, Alberto Fernández va ser Campió d'Espanya de muntanya. El 1978 va fer el pas al camp professional, aconseguint diversos triomfs en carreres curtes per etapes com ara la Volta a Euskadi o la Volta a Catalunya. Va aconseguir victòries d'etapa a la Volta a Espanya i el Giro d'Itàlia.
Al Tour de França la seva millor posició fou la desena, aconseguida el 1982. Al Giro va ser tercer el 1983, el primer any que el corria. A la Vuelta a Espanya fou tercer el 1983 i segon el 1984.
Va morir, junt a la seva dona, en un accident de cotxe el 14 de desembre de 1984, trencant d'aquesta manera una prometedora carrera professional.
El sobrenom el Galeta es devia al fet que de nen vivia a Aguilar de Campoo, localitat amb diverses fàbriques de galetes.
El 1985 com a homenatge pòstum, l'organització de la Volta a Espanya decidí batejar el cim més alt de la cursa com a Cima Alberto Fernández en honor seu.

## Palmarès
- 1975
  - 1r a la Pujada a Gorla
- 1979
  - 1r a la Volta a Astúries
- 1980
  - 1r a la Volta a Euskadi i vencedor d'una etapa
- 1981
  - 1r a la Volta de les Tres Províncies i vencedor d'una etapa
  - 1r a la Vuelta a los Valles Mineros
  - Vencedor d'una etapa de la Setmana Catalana
- 1982
  -  1r a la Volta a Catalunya i vencedor d'una etapa
  - Vencedor d'una etapa de la Volta a Euskadi
  - Vencedor d'una etapa del Tour del Mediterrani
  - Vencedor de 2 etapes de la Volta a Burgos
- 1983
  - 1r de la Setmana Catalana i vencedor d'una etapa
  - 1r a la Pujada a Arrate
  - Vencedor d'una etapa de la Volta a Espanya
  - Vencedor de 2 etapes del Giro d'Itàlia
- 1984
  - 1r al Trofeu Masferrer
  - Vencedor d'una etapa de la Volta a Astúries

### Resultats a la Volta a Espanya
- 1978. 19è de la classificació general
- 1979. 14è de la classificació general
- 1981. Abandona (1a etapa)
- 1982. 15è de la classificació general
- 1983. 3r de la classificació general. Vencedor d'una etapa. Porta el mallot groc durant 3 etapes
- 1984. 2n de la classificació general

### Resultats al Tour de França
- 1980. 25è de la classificació general
- 1981. 21è de la classificació general
- 1982. 10è de la classificació general

### Resultats al Giro d'Itàlia
- 1983. 3r de la classificació general. Vencedor de 2 etapes
- 1984. 19è de la classificació general